# Leiosporoceros dussii
Leios/poroceros dussii es la única especie del género Leiosporoceros. 
La especie se encuentra en una familia, un orden y una clase  "genéticamente y morfológicamente distintos de todos los demás linajes de Anthocerotophyta". Los  análisis cladístico de los datos genéticos apoya una posición en la base del clado Anthocerotophyta. Características físicas que distinguen al grupo son las inusualmente pequeñas esporas. Además, son únicas las líneas de cianobacterias que crecen en el interior de la planta de forma paralela a su dirección de crecimiento. Las plantas masculinas aún no se han encontrado.